# Haus Welschenbeck

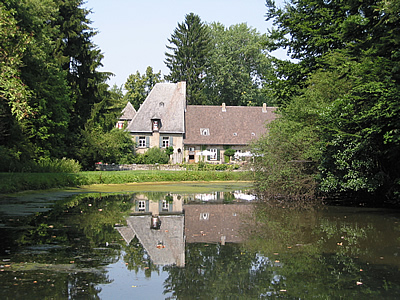
Haus Welschenbeck, Blick von Süden

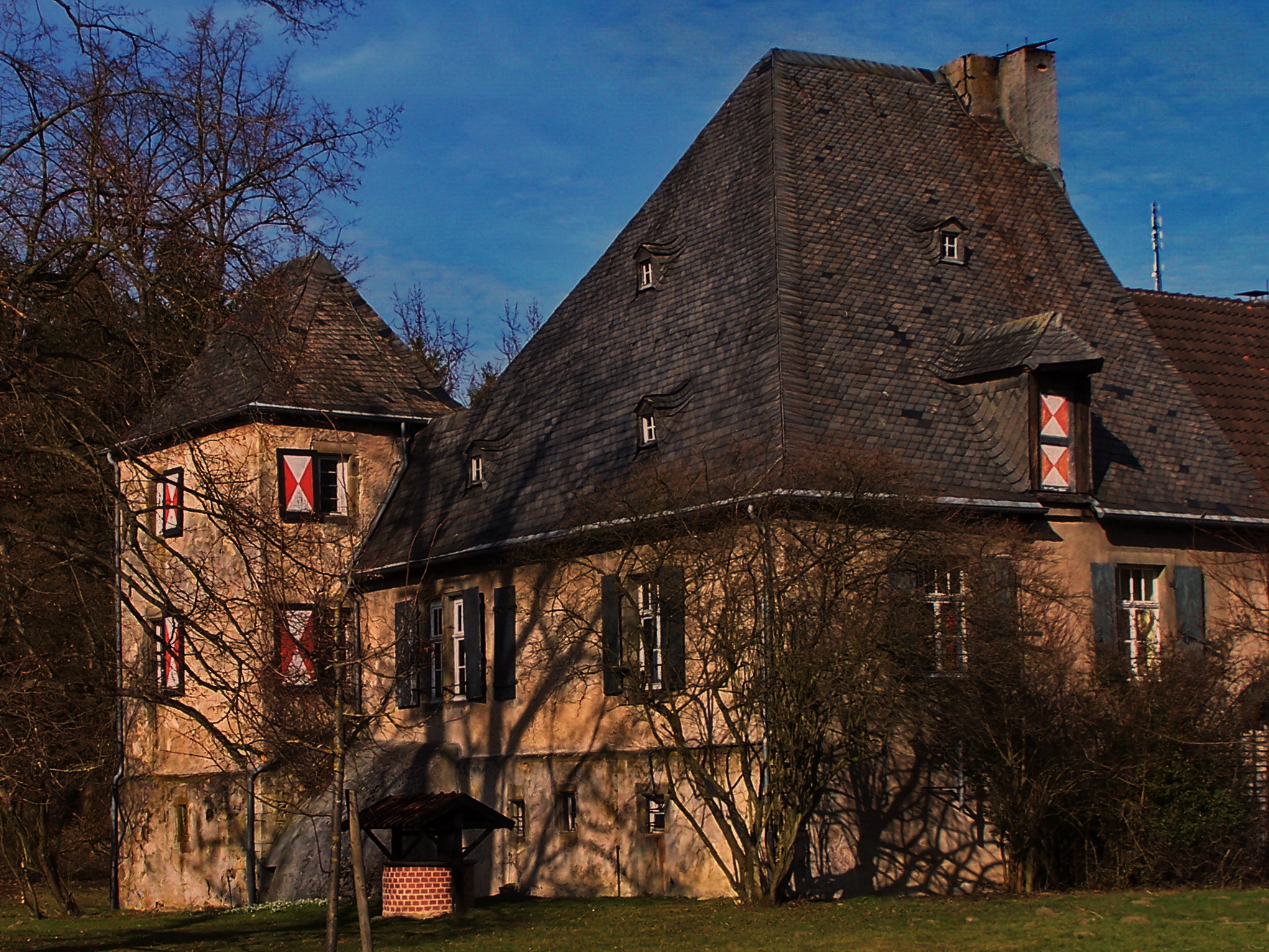
Westseite

Haus Welschenbeck ist ein ehemaliger kleiner Adelssitz im Möhnetal, auf Belecker Grund gelegen, direkt an der Grenze zu Mülheim (heute ein Ortsteil der Stadt Warstein).

## Geschichte
Die Anlage war zu Beginn das Haus eines Burgmanns der Burg Belecke. 1222 erwarb der Kölner Erzbischof das Gut Welschenbeck und schenkte es seiner Nichte Wallburg Gräfin Kessel zu ihrer Hochzeit mit dem Edelherren Berthold von Büren. Seither waren die Edelherren von Büren Lehnsherren. Diese vergaben den Besitz an Lehnsleute.
Zu den Lehnleuten gehörte die Familie von Plettenberg. Walter von Plettenberg (nicht Wolter von Plettenberg) war Komtur des Deutschen Ordens in Dobeln verkaufte 1424 den Besitz an das Haus Landsberg. Später 1445 wurde die Burg in der Soester Fehde zerstört und sämtliche Bewohner umgebracht. Der Besitzer Johann von Landsberg zu Welschenbeck hatte wie die umliegenden Städte Belecke, Warstein, Rüthen und Hirschberg auf Seiten der Kölner Kurfürsten gestanden. Nach zeitgenössischen Schilderungen stieß der Angriff der Soester auf heftige Gegenwehr. Die Soester Soldaten missachteten den Befehl zum Rückzug und erstürmten die Anlage.
1465 verzichtete das Geschlecht von Plettenberg endgültig auf alle Rechte an dem Besitz. Die Burg wurde an Dietrich von Erwitte verkauft. Der Besitz gehörte zu den landtagsfähigen Gütern im Herzogtum Westfalen. Ihre Besitzer hatten das Recht an den Landtagen teilzunehmen. Nach Unterlagen des Landständearchivs hatte Dietrich von Erwitte 1543 35 Taler zu zahlen.
Am Ende des 16. Jahrhunderts gelangte das Haus zunächst an die Familie Ovelacker, dann an Friedrich von Siegen. Dieser verkaufte 1624 den Besitz an den Generalwachtmeister im Dienst von Bayern Dietrich Ottmar von Erwitte . Während des Dreißigjährigen Krieges diente Welschenbeck zeitweilig als Hauptquartier von dessen Truppen. Er starb 1631 in der Schlacht von Breitenfeld. Sein Sohn war Ferdinand von Erwitte. Er trat in den Benediktinerorden ein und wurde später Abt im Kloster Werden. Daher wurde seine Schwester Elisabeth Maria Erbin. Diese war Gottfried Arnold von Doornick verheiratet. Um den Übergang des Besitzes an diese Familie strengte der Lehnsherr Mauritius von Büren einen Rechtsstreit an, der von 1631 bis 1721 dauerte. Darin involviert auf Seiten des Lehnsherren waren auch die Benediktiner und Jesuiten.
Zur Zeit des Caspar von Doornick kam es zu Konflikten um das Jagdrecht. Ein Rechtsstreit mit der Kommende Mülheim dauerte von 1759 bis 1765. Dabei kam es auch zu Übergriffen von beiden Parteien. Letztlich urteilte das Offizialatgericht in Werl gegen den Deutschen Orden. Auch mit der Stadt Belecke kam es zum Streit, da Bürger aus Kriegsnot wilderten. Die Erbin heiratete 1765 Hermann Adolph von Nagel. In den Händen der Familie von Nagel-Doornik ist das Haus noch heute. Das Gut verlor mit dem Ende des Alten Reiches seine alten Rechte und wurde Teil des Gemeindegebiets von Belecke. Allerdings blieb der Flurbesitz weiter bei der Familie. Er umfasste etwa 140 Morgen Ackerland und 100 Morgen Wiesen und Waldungen.
1862 wurden die Ruinen der Burg abgebrochen und das nördlich gelegene Burgmannenhaus zum Herrensitz umgebaut. Er besteht aus einem schlichten, anderthalbstöckigem Gebäude mit wohl älterem, turmartigem Anbau im Nordwesten. Von der Burg ist nur noch die von einem Hausteich umgebene Insel vorhanden. Seit 2023 wird das Haus erneut gastronomisch genutzt.

## Linde
Die sehenswerte Linde neben dem Haus hat einen Umfang von ca. 5,40 m in 1 m Höhe gemessen.